# Ильичёв, Геннадий Викторович
Генна́дий Ви́кторович Ильичёв (род. 20 февраля 1938) — советский, российский дипломат. Чрезвычайный и полномочный посол (14 сентября 1990).
Окончил Московский государственный институт международных отношений (МГИМО) МИД СССР (1963). Владеет английским и арабским языками.
- С 14 сентября 1990 по 29 января 1996 года — чрезвычайный и полномочный посол СССР, затем (с 1991) Российской Федерации в Ливане[2][3].
- С 11 декабря 1998 по 12 марта 2004 года — чрезвычайный и полномочный посол Российской Федерации в Нигерии[4][5].

Женат, имеет двоих детей.